# Rosengård
Rosengård est un quartier de la ville de Malmö, dans le comté de Scanie, en Suède.
Construit entre 1967 et 1972 dans le cadre du programme million, ce quartier est notable pour sa forte proportion d'immigrés.
Les footballeurs Zlatan Ibrahimović, Yksel Osmanovski, Labinot Harbuzi et Goran Slavkovski (en) en sont originaires.

## Démographie

### Immigrés
En 2010, les dix plus grands groupes de personnes nées à l'étranger étaient:
- Irak : 2 957 ;
- Ancienne Yougoslavie : 2 172 ;
- Liban : 1 370 ;
- Bosnie-Herzégovine : 1 221 ;
- Somalie : 550 ;
- Danemark : 541 ;
- Allemagne : 516 ;
- Pologne : 475 ;
- Afghanistan : 406 ;
- Turquie : 357.

## Situation sociale
En 2008, seule 38 % de la population de Rosengård dispose d'un emploi.